# Henri de La Rochelambert
Henri-Michel-Scipion de La Rochelambert (Paris, 29 décembre 1789 – Château de Thévalles (Mayenne) près de Chémeré-le-Roi (arrondissement de Laval), 11 février 1863), est un militaire, homme politique et industriel français des XVIIIe et XIXe siècles.

## Origine
Henri-Michel-Scipion de La Rochelambert est d’une ancienne famille d'Auvergne, établie plus tard dans le comté de Laval. Il est le fils de Gabriel de La Rochelambert.

## Biographie
Emigré en Hollande avec ses parents, puis rentré sous le Consulat, il n'embrassa la carrière militaire que lors de la Première Restauration

### Militaire
Entré au service en mars 1814 comme aide de camp du général Roger de Damas d'Antigny, il rejoint Monsieur (futur Charles X) à Nancy en mars 1814. Capitaine de la garde urbaine à cheval de la ville de Lyon (18 mai 1814). Il avait reçu, le 26 juillet 1814, de Monsieur, frère du Roi , l'autorisation de porter la décoration du Lys. Il suit l'exil du roi Louis XVIII à Ypres en mars 1815. Incarcéré quelque temps à Nevers à la fin des Cent-Jours, il entre au 1er régiment de grenadiers à cheval de la Garde royale commandé par le comte de la Rochejacquelein lors de la Seconde Restauration.
Il devint ensuite chef d'escadrons au 6e cuirassiers-Condé avec rang du 1er juillet 1818. La Rochelambert fait partie, sous la Restauration, des gentilshommes honoraires de la chambre.

### Mariage
Il épouse le 10 décembre 1822, Apollonie de Bruges, née à Berlin, en émigration en 1802, ancienne compagne d'Aurore Dupin (George Sand) au Couvent des Filles-Anglaises. Ce mariage le faisait entrer dans les plus brillants milieux de l'aristocratie européenne. Appolonie de Bruges est issue d'une ancienne famille française passée en Prusse, à la suite de la Révocation de l'édit de Nantes.
La comtesse habitait chez sa mère qui était russe, à Saint-Cloud, dans son château de Montretout, que son cousin, le comte Potocki, lui avait vendu. C'est là que naquirent ses trois filles. L'original prénom d'Apollonie se transmit durant trois générations à la fille aînée.
Henri de La Rochelambert figure en 1824 dans la liste des 16 propriétaires mayennais payant plus de 3000 francs de contributions, devant Achille de Trémigon, et Gaspard de Montecler, tous, comme le quatrième Jacques Treton de Vaujuas, d'anciens émigrés. Le couple est alors proche de la Cour de Charles X.

### Industriel
À l'instigation de Jacques Triger, Pierre-Adolphe Pelletreau, négociant demeurant à Vilette dans la Nièvre, et Henri de La Rochelambert, constituent le 31 juillet 1829, devant Me Delamotte, notaire à Paris, une société pour la création et l'exploitation d'une papeterie dite de Sainte-Appolonie, sur le barrage de la Porte-Neuve, du nom de Mme de La Rochelambert.

### Révolution de Juillet 1830
La chute de Charles X rend Henri de La Rochelambert à la vie privée. Son épouse, dévouée à la
famille royale, voulut suivre les exilés, et quitta Paris, sans esprit de retour, donnant, ordre de vendre son château de Montretout et ses autres biens. Sa fille crut devoir la suivre provisoirement.

### L'Allemagne
Avec ses trois enfants et ses gens, elle prit un passeport pour l'Allemagne, le 31 juillet 1830. Apollonie de Bruges était née à Berlin en 1803. Elle y retrouva, en 1830, les compagnes de son enfance et conquit rapidement des amitiés plus hautes. La vicomtesse de Bruges et sa fille prirent dans la société prussienne une situation exceptionnelle.
Henri de La Rochelambert se retire complètement de la vie publique en 1830 : lieutenant-colonel du 6e cuirassiers-Condé, à la veille de passer colonel, il brisa son épée, et se fit placer en disponibilité. Le comte de La Rochelambert alla se fixer en Allemagne comme le baron François-Auguste Fauveau de Frénilly et la marquise de Laage. La famille de La Rochelambert fréquenta la famille royale de Prusse où les jeunes ménages étaient fort unis, et connut les jeunes Otto von Bismarck et Edwin von Manteuffel. Les trois filles, élevées, en partie, à l'étranger, au pays d'origine de leur mère, acquirent tôt l'esprit des cours et l'usage d'une société cosmopolite. Sur les listes d'invitations, comme dans les propos du soir de la meilleure compagnie de Berlin, tenaient belle place les trois sœurs La Rochelambert.
Lors de la naissance de leur fils Marie Auguste Aymé, né à Berlin, le 19 octobre 1834, le parrain est le prince Guillaume de Prusse, le futur empereur Guillaume Ier. Henri de La Rochelambert passait lui-même les hivers à Berlin, puis séjournait à Paris, au printemps et en automne, et ne devait donc résider dans son château de Thévalles qu'en été.
En 1837, Ida von Boxberg rencontre la famille d'Henri de La Rochelambert (1789-1863) et se lie d'amitié avec son épouse la marquise Apollonie de La Rochelambert. En 1839, celle-ci engage Ida comme gouvernante pour ses trois filles, Apollonie (1825-1904), Clotilde (1829-1884) et Staouélie (1832-1911). Ida von Boxberg accompagne donc la famille de La Rochelambert partout en France, et habite avec eux dans les diverses résidences de la famille : à Paris, au château de la Rochelambert près de Saint-Paulien (Haute-Loire), au château de Thévalles à Chémeré-le-Roi (Mayenne) et au château de Saint-Priest-de-Gimel (Corrèze). Même après le mariage de la fille cadette en 1853 et pendant la guerre franco-prussienne, elle reste en bons termes avec la famille de La Rochelambert, et continue de vivre et de poursuivre son travail à leurs cotés.

### La politique
Présent à Thévalles la plupart du temps, il fait figure dans les années 1830 de carliste intransigeant : c'est sur son nom que se regroupent les opposants au régime dans certaines consultations électorales. En 1842, encore, il était maire de Chemeré, le comité légitimiste de Paris suggère en mai sa candidature aux royalistes de Château-Gontier qui semblent dans l'incapacité de se déterminer eux-même ; il fait état de l'accord de l'intéressé et l'appui assuré du centre-gauche de Paul Boudet. Mais finalement, les choses se passent différemment avec la candidature de Pierre René Martinet, et il doit se contenter en décembre d'une candidature au Conseil général de la Mayenne, où il est élu aux Élections cantonales de 1842 dans la Mayenne pour le Canton de Meslay-du-Maine, en battant le sortant Constant Le Bailleul.
La Rochelambert soutient désormais la Monarchie de Juillet, jusqu'à sa chute, en veillant à ne compromettre avec ses anciens amis ni sa personne ni ses opinions politiques de ce moment. Ce ralliement de 1832 coïncide avec la réouverture du théâtre du château, fermé depuis 1790, pour Michel Denis, c'est la fin d'un deuil. Pour ce dernier, on pourrait expliquer ce retournement politique par l'ambition déçue : au siège de député manqué en vient peut-être s'ajouter le souvenir de la pairie refusée en 1816. Il y ajoute aussi l'indépendance d'esprit, mais surtout le réalisme par rapport à un régime en place durable, il agit en politique comme dans le domaine économique en s'adaptant au monde moderne. Il lâche Henri d'Artois, et ne lui rendra jamais sa confiance, en se ralliant au Second Empire. Seule la marquise et sa fille aînée restent fidèles au légitimisme.
La Rochelambert conserve son siège au Conseil général de la Mayenne jusqu'en 1848. Il échoue aux Élections législatives de 1848 dans la Mayenne et aux Élections cantonales de 1848 dans la Mayenne.

### L'industrie
La Rochelambert est le premier grand propriétaire foncier à avoir apprécié les activités industrielles. Alors que d'autres se contentent d'espérer des gains financiers de l'acquisition d'actions variées, lui se fait le promoteur et l'organisateur d'importantes usines auxquelles il donne toute son activité et sa constante sollicitude. Il crée la papeterie de Sainte-Apollonie, la société des fours à chaux de la Mayenne, et surtout la Société La Rochelambert et Compagnie, qui se donne pour but l'exploitation des Mines de charbon de La Bazouge-de-Chemeré.
« Afin d'utiliser ses loisirs, et de venir en aide aux populations de son canton », il entreprit l'exploitation des mines de La Bazouge-de-Chemeré, et réussit à la mener à bien.
Michel Denis indique qu'il est intéressant de relever que ses associés sont presque tous des orléanistes militants, ce qui semble indiquer pour lui que dans ce pays le progrès industriel, si modeste soit-il, passe tout de même par le libéralisme. Il en devint le directeur général le 1er janvier 1828. Réorganisée en 1834, la société comptait également comme actionnaire André Guillet de Préaux, maire de Saint-Denis-du-Maine, et un des plus importants contribuables du département de la Mayenne.
Lors de la fusion des sociétés minières de la Mayenne en 1850, sous l'impulsion de Jules Leclerc d'Osmonville avec lequel il s'entendait parfaitement, il devint le second actionnaire de la nouvelle Compagnie générale des mines de la Mayenne et de la Sarthe, et reçut la présidence du Conseil d'Administration.
Henri de La Rochelambert est l'un des rares aristocrates de Mayenne à investir dans l'industrie, avec l'argent de ses 50 métairies. Quand il voulut se présenter aux Élections législatives de 1852 dans la Mayenne, on le lui déconseilla. L'élection n'était plus au suffrage censitaire, mais au suffrage universel, et il était en effet à la fois mal vu par ses pairs, pas non plus aimé par les paysans et encore moins par les mineurs, puisqu'il a participé à la répression d'une grève. C'est son ami Jules Leclerc d'Osmonville qui se présente.
Une épidémie de malaria à La Bazouge-de-Chemeré en 1853, touche 300 habitants sur une population de 400. Pierre Crié permet de faire assécher un étang qui était la cause principale de l'épidémie aux dépens d'Henri de La Rochelambert qui le poursuit jusqu'au Conseil d'État. Dans un rapport relatif à l'insalubrité de l'étang de la Bazouge-de-Chemeré, Pierre Crié « considérait le miasme paludéen comme la cause unique indiscutable de toutes ces fièvres intermittentes » ;
La société minière se transforme en Société anonyme des mines de charbon minéral de la Mayenne et de la Sarthe en juin 1855, après avoir acquis la mine de l'Huisserie et les surtout les fours à chaux et les gisements calcaires de Victor Berset de Vaufleury : Henri de La Rochelambert céda la présidence de la nouvelle société à Jules Leclerc d'Osmonville et en conserva la vice-présidence jusqu'à son décès.

### Le Ralliement au Second Empire
Une fraction de la noblesse cherchant à se rallier, et Napoléon III s'appliquant à se former une cour, on échangeait les politesses et les avances, l'hésitation d'Henri de La Rochelambert à se rapprocher du pouvoir n'avait duré que le temps des justes préliminaires. Deux de ses filles se flattèrent d'être choisies, à quelques années d'intervalle, parmi les dames du palais de l'impératrice Eugénie de Montijo. Seule, Appolinie demeurait sur la réserve et ne parut pas aux Tuileries. Michel Denis indique que dans cette faille, c'est l'adaptation au monde nouveau, qui est la préoccupation dominante, en politique comme en économie ; l'alliance de l'ancienne aristocratie avec la grande bourgeoisie d'affaires et les héritiers des gloires militaires y est ressentie comme une condition de survie.
C'est au milieu de ces occupations qu'Henri de La Rochelambert apprend qu'un décret impérial du 9 juin 1857 l'élève à la dignité de sénateur. Il est alors retraité de l'armée, comme officier, avec le grade de chef d'escadron.
Le Dictionnaire des contemporains de Vapereau (édition de 1858) signale Henri de La Roche-Lambert comme « le seul membre du Sénat qui n'eût point reçu de décoration ». Mais en 1859, il est nommé chevalier et, en 1861, promu officier de la Légion d'honneur.
Son épouse est décédée au Châteauy de Thévalles le 30 avril 1893 à l'âge de 90 ans.

## Décorations
| Grand-croix de la Légion d'Honneur | Chevalier de Saint-Louis |

- Légion d'honneur : 
  - Chevalier (1859), puis,
  - Officier de la Légion d'honneur (1861) ;
- Décoration du Lys (26 juillet 1814).

## Armoiries
| Image | Armoiries |
| ----- | --- |
|       | Armes de la famille de La Rochelambert D'argent au chevron d'azur, au chef de gueules, - Tenants : deux sauvages ; - Devises : 1. « Amour ou guerre » ; 2. « Ny crainte, ny envie ». |

## Ascendance & postérité
- Fils aîné de Gabriel de La Rochelambert (16 janvier 1755 - après le 22 juin 1814), « comte » de La Rochelambert, capitaine de dragons, puis major en second d'un régiment de cavalerie et de Charlotte Marie (1762-1842), fille de Joachim, 4e marquis de Dreux-Brézé (1710-1781) et de Louise Jeanne Marie de Courtarvel (1733-1789), Henri de La Rochelambert épousa Marie Charlotte Apollonie (1802-1893), fille du vicomte Alphonse de Bruges (1764-1820), lieutenant général, dont il eut :
  - Apollonie (1825 - Saint-Cloud - 9 avril 1904), mariée, le 25 mai 1846, avec le comte Léon de Valon (1810-1887), député de la Corrèze, dont postérité ;
  - Georges Charles Auguste Gabriel (né le 25 mars 1827 - Château de Thévalles) de La Rochelambert, est décédé avant 1864, car il est absent de la liste des héritiers.
  - Clotilde Joséphine Gabrielle (Montretout (Saint-Cloud), 29 juillet 1829 - Paris, 22 juillet 1824), dame du palais de l'impératrice Eugénie (décret impérial du 29 janvier 1855), mariée, le  31 mai 1849 à Paris, avec Georges Huchet de La Bédoyère (1814-1867), dont postérité, puis, le 16 janvier 1869, avec Edgar Ney (1812-1882), prince de la Moskowa, sans postérité ;
    - 2 fils du premier lit : l'un deux avait épousé en 1872 une demoiselle Bartholoni[26].

  - Françoise Staouélie Laurence (vers 1832- Berlin, royaume de Prusse - 7 septembre 1911), dame du palais de l'impératrice Eugénie (décret impérial du 29 janvier 1855), mariée, le 11 février 1853 à Paris, avec Olivier de La Poëze (1821-1882), qui résidait au Château de Meaulne à Broc, chambellan de Napoléon III, député de la Vendée, dont postérité ;
  - Aimé Alexandre Marie Auguste (né le 19 octobre 1834 - Berlin, royaume de Prusse) de La Rochelambert, trésorier-payeur général, chevalier de la Légion d'honneur (9 août 1864)[27], marié, le 28 avril 1868 à Rouen, avec Hélène (1848-1881), fille d'Augustin Pouyer-Quertier (1820-1891), ministre français des Finances (1871-1872), dont :
    - 2 filles.

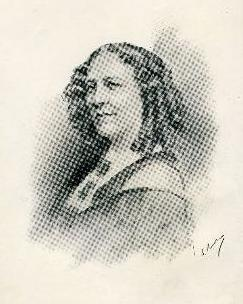
Apollonie de La Rochelambert (1825-1904), comtesse de Valon
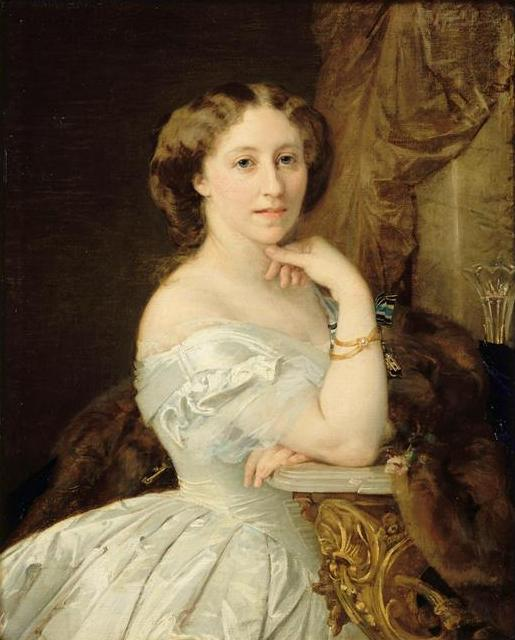
Paul Baudry : La comtesse de La Bédoyère, née Clothilde de La Rochelambert